# Vaudigny
Vaudigny is een gemeente in het Franse departement Meurthe-et-Moselle (regio Grand Est) en telt 48 inwoners (2009). De plaats maakt deel uit van het arrondissement Nancy.

## Geografie
De oppervlakte van Vaudigny bedraagt 3,8 km², de bevolkingsdichtheid is dus 12,6 inwoners per km².
De onderstaande kaart toont de ligging van Vaudigny met de belangrijkste infrastructuur en aangrenzende gemeenten.

## Demografie
Onderstaande figuur toont het verloop van het inwonertal (bron: INSEE-tellingen).